# Al Hilal de Tanger
Pour les articles homonymes, voir Al Hilal.
Maillots
Le Football Club Al-Hilal de Tanger (en arabe : نادي هلال طنجة لكرةالقدم), plus couramment abrégé en Al-Hilal, est un club marocain de football fondé en 1925 et basé dans la ville de Tanger. 
Aujourd'hui l'équipe Al-Hilal de Tanger  joue actuellement dans la Ligue Regionale Tanger-Tetouan-Al Hoceima de Football (Ligue nord de Football)

## Histoire
Avant l'indépendance, au nord du Maroc, la ligue espagnole de football organisait un  championnat régional entre les équipes marocaines et espagnoles. Les clubs espagnols étaient La Sevillana, le FC Iberia, Tangerina et la U.D.España.
En 1910 le football se répandit dans toute la région grâce aux enfants des résidents étrangers qui pratiquaient ce sport.
C'est en 1919 qu'apparait la première équipe dite Marocaine : le FC Moghreb. Il sera suivi six ans plus tard par l'équipe d'Al Hilal de Tanger. Ces deux équipes jouent maintenant dans la Ligue Regionale Tanger-Tetouan-Al Hoceima de Football (Ligue nord de Football)

## Galerie

Carte du protectorat espagnol au nord du Maroc
Drapeau du Maroc espagnol